# 程喜
程 喜（てい き、生没年不詳）は、中国三国時代の魏の武将。字は申伯。

## 経歴
太和六年（232年）頃、青州刺史であった。当時、遼東の公孫淵が反逆すると、魏帝の曹叡はその対応に、田豫を汝南太守のままで仮節を授けて青州諸軍を都督させた。程喜は内心不満であり、軍事行動の際も意見が対立することが多かった。同年3月に遼東へ呉から周賀や裴潜らが派遣されると、田豫は帰路を想定して、青州沿岸の東莱郡の成山付近に兵を駐屯させ備えた。その後の9月頃、目論見通りに呉の船が強風で難破してきたため、敵軍を多数捕らえることができた。
程喜は曹叡が立派な真珠を好むことを知っており、「田豫は戦功があるとはいえ禁令が弛緩しています。戦利品の財宝などはみな分け与えて官に収めておりません」と密奏したため功績は取り上げられなかった。上記のように『三國志』では呉軍討伐は田豫の事績とされるが、唐代の『開元占経』の引く注釈によると、程喜は11月に東莱郡牟平県で略奪する周賀と戦って射殺し、首級4千、捕虜8千を得たとの記述もある。
黄初から青龍年間（220年～236年頃）の十数年に渡り、曹叡は隠者の管寧を招聘しようとしていたが、断られ続けていた。235年、そこで現地の青州刺史に詔勅が下り、別駕従事と郡の役人を迎えに派遣されたが、病を理由に断られた。明くる年、上表を見た曹叡は、刺史の程喜に「管寧はあくまで高潔の志を貫こうとしているのか、それとも本当に病なのか」と詰問が下った。程喜は「管寧の親族で隣人の管貢の話や、辞退する彼の心情を推し量りますと、年老いて知力も衰えたため慎み深い態度を保持しているのであって、高潔さを守るためではないでしょう。」と弁護した。
熹平元年（249年）の頃は征北将軍として薊に駐屯していた。当時、杜恕が幽州刺史として薊城に派遣された。この際に杜恕は袁侃から「程申伯は先帝の頃、田豫を陥れている。丁重な態度を取った方がいい。」と忠告を受けたが、意に介さなかった。一年も経たない頃、鮮卑の有力者の子息が関を通らず数十騎で州城に来たため、杜恕は連れている子供一人を斬ったが、朝廷に報告しなかった（『杜氏新書』によると程喜は司馬の宋権を通じて杜恕にへりくだるよう示唆したが、杜恕は「信念のまま行ったことで自己弁護はしない。是非は天下の裁可に任せるし、報告もご随意に。」と返書を送った）。そのため程喜はこの件をもって弾劾したところ、杜恕は廷尉に引き渡され死罪相当となった。しかし父・杜畿の功績から庶民に落とされ、冀州の章武郡へ行かされ生涯を終えた。
程喜は印職人の宗養から「印相」の鑑定技術を伝授され、後に十二の流派が世に広まったという。『隋書』経籍志には程喜著『相印法』一巻と記載があるが現在では散逸した。また人相見で有名な朱建平に占われたが、的中しなかったという。